# Mikołaj Zieleński
Mikołaj Zieleński   (Warka, 1550 (Gregorià) - c. 1615) fou un compositor polonès del segle xvii. Va ser mestre de capella a Gniezno. A Venècia edità diversos llibres de composicions del gènere sagrat (ofertoris, comunions, etc.) des d'una a vuit veus amb acompanyament d'orgue i sense. En el seu temps era considerat com un dels millors compositors.